# ンセンガ族
ンセンガ族（Nsenga）は、ザンビアとモザンビーク、ジンバブエ、マラウイに住む民族である。

## 概要
歴史的には、ンセンガ族は紀元前に中央アフリカから移住してきた民族であると考えられており、近年の調査では、42万7000人がザンビアに、1万6100人がジンバブエに、14万1000人がモザンビークに在住している。独自の言葉としてバンツー語系のンセンガ語を持つが、これはトゥンブカ語の方言のように聞こえるという。なお、ザンビアとジンバブエ、マラウイに住むンセンガ族の公用語は英語であるが、モザンビークに住むンセンガ族の公用語はポルトガル語である。
また、民族全体のうち0.02%が福音派のキリスト教徒である。

## 参考
- http://orvillejenkins.com/profiles/nsenga.html